# Tiempo perdido (película de 2019)
Tiempo perdido es una película argentina de ficción estrenada en 2019. Es la ópera prima de los directores Francisco Novick y Natalio Pagés, y con actuación de Martín Slipak, César Brie y María Canale. La película fue el primer largometraje del Colectivo Rutemberg.

## Sinopsis
Agustín Levi, un joven académico argentino radicado en Noruega desde hace años, se dedica obsesivamente al trabajo intelectual. Regresa a Buenos Aires para participar de un congreso internacional y aprovecha la oportunidad para reencontrarse con Carlos González, un antiguo profesor de literatura del secundario, quien fue un gran referente en su vida. Sin embargo, durante la reunión, la imagen idealizada que tenía de González se derrumbará y las certezas de Agustín entrarán en conflicto

## Reparto
- Martín Slipak - Agustín Levi
- César Brie - Carlos González
- María Canale - Marina
- Laura Grandinetti - Marina (joven)
- Marcos Krivocapich - Agustín Levi (joven)
- Javier Lorenzo - Pablo
- Cecilia Tognola - Betina
- Agustín Molina y Vedia - Mariano

## Estreno y festivales
La película tuvo su estreno mundial en el 34ª Festival Internacional de Cine de Mar del Plata (2019). Al año siguiente, se estrenó de manera gratuita en la plataforma de streaming CINE.AR Play.